# Pizzo Fornalino
De Pizzo Fornalino is een 2562 meter hoge berg in de Noord-Italiaanse regio Piëmont. De berg maakt deel uit van de bergkam die de scheiding vormt tussen de dalen Valle Antrona en Val Bognanco. Ten oosten van de top ligt de Moncucco (1896 m) in het westen ligt de Monte Montalto (2705 m).

## Beklimming
De top van de Pizzo Fornalino kan het gemakkelijkst bereikt worden vanaf de alpenweide Alpe Cheggio in het hoge Valle Antrona. Vanaf dit punt duurt de tocht drie en half uur en moeten er 1065 hoogtemeters overwonnen worden. Onderweg wordt de Passo del Fornalino (2345 m) gepasseerd.